# Cabeça de Block
A cabeça de Block (Blockhead) é um sistema de computação teórica inventado como parte de um experimento mental do filósofo Ned Block, que apareceu em um artigo intitulado "Psicologismo e Comportamentalismo".

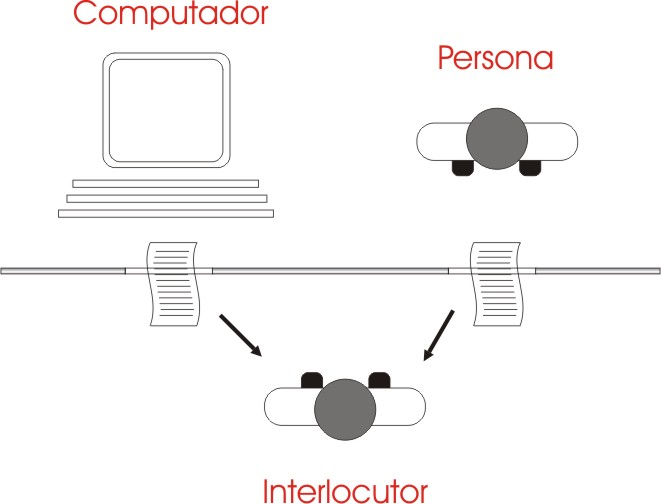
Um computador seria capaz de passar no teste de Turing, apesar do fato dele não ser inteligente?

Neste trabalho, o Block defende que o mecanismo interno de um sistema é importante para determinar se esse sistema é inteligente, e também faz reivindicações para mostrar que um sistema não-inteligente poderia passar o teste de Turing.
Block nos pede para imaginar uma conversa que dura qualquer quantidade de tempo. Ele afirma que, dada a natureza da linguagem, há um número finito de frases sintaticamente e gramaticalmente corretas que podem ser usadas para iniciar uma conversa. Deste modo segue o ponto de que há um limite para quantas respostas corretas podem ser dadas a esta primeira frase, e depois novamente para a segunda sentença, e assim por diante até que a conversa termine.
A partir daí, Block argumenta que tal máquina poderia continuar uma conversa com uma pessoa sobre qualquer assunto, porque o computador seria programado com cada frase que fosse possível ser usada. Dentro desta base, o computador seria capaz de passar no teste de Turing, apesar do fato (segundo Block) que não é inteligente.
Block diz que isso não mostra que há apenas uma estrutura correta para a geração de inteligência interna, mas simplesmente que há algumas estruturas internas não geram inteligência.
O argumento da cabeça de Block está relacionado com quarto chinês de John Searle.
Esse argumento de Ned Block encontra uma objeção no argumento de Hanoch Ben-Yami. Ele argumenta contra Block que não é a natureza dos processos do agente, mas o comportamento lingüístico que é responsável pela falta de inteligência da máquina.
Ben-Yami diz que não só Block não conseguiu estabelecer que a natureza dos processos internos é conceitualmente relevante para a psicologia, na verdade seu exemplo máquina realmente apoia alguma versão de comportamentalismo. Como Wittgenstein argumenta, naquilo que diz respeito a psicologia, pode haver caos dentro dentro dela.